# Super Burnout
Super Burnout est un jeu vidéo de course de moto,  développé par Shen Technologies et édité par Virtual Xperience, sorti en 1995 sur Jaguar.